# 浙江万里学院
浙江万里学院（せっこうばんりがくいん、中国語: 浙江万里学院、英語: Zhejiang Wanli University）は、中華人民共和国の浙江省寧波市鄞州区にある公立大学。
2020年時点では、学校の建築面積は65万平方メートル、本科生2万余人、教職員1400余人。

## 略歴
1950年9月に設置された浙江省立寧波農業技術学校が前身である。1960年に寧波地区農科所および寧波地区農具研究所と統合し寧波農学院となる。1971年2月、寧波林業学校と統合し寧波地区農林学校となり、寧波地区農学院（1976年11月）、浙江農業大学寧波分校（1977年11月）、浙江農村技術師範専科学校（1984年11月）、浙江万里職業技術学院（1999年8月）を経て、2002年3月に現在の校名となる。2003年、寧波機械工業学校を吸収合併する。
2018年、ドイツ・ハンブルクに浙江万里学院ハンブルク校区を設立。

## 所在地
- 銭湖校区：浙江省寧波市鄞州区銭湖南路8号
- 回竜校区：浙江省寧波市鄞州区盛莫路1519号
- ハンブルク校区：自由ハンザ都市ハンブルク（ドイツ）

## 象徴
- 校訓
  - 「自強不息、恒志篤行」。校訓は「易経」と「礼記」に由来する。
- 校歌
  - 「留給天地一片燦爛」。作詞：金波。作曲：舒京。

## 学部
- 商学院
- 物流・電子商務学院
- 法学院
- 文化・伝播学院
- 外語学院
- 設計芸術・建築学院
- 生物・環境学院
- 信息・智能学院
- 大数拠・軟件工程学院

## 対外関係
日本
- 北海道文教大学
- 大阪国際大学

大韓民国
- 韓京国立大学校